# Ehepakt

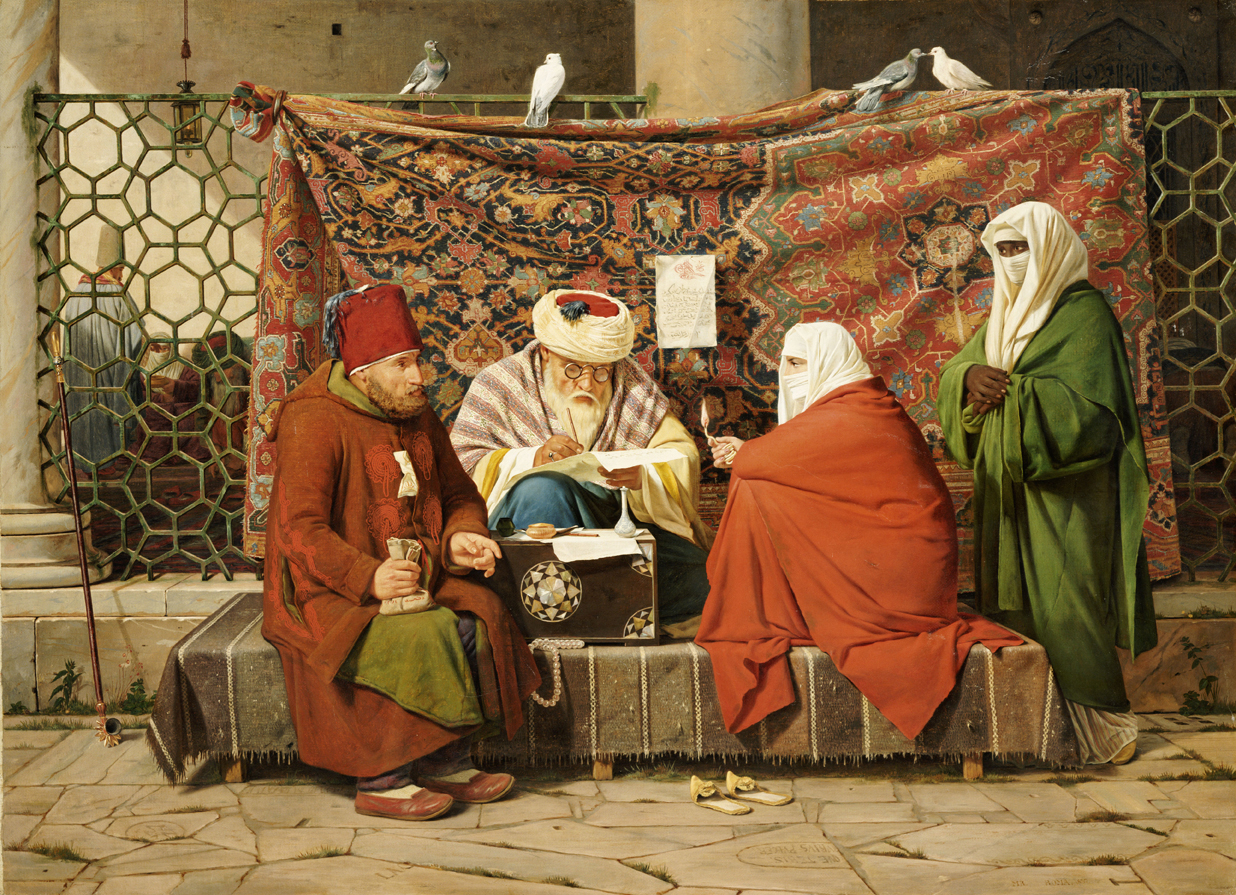
Ein türkischer Notar beim Aufsetzen eines Ehevertrages, Gemälde von Martinus Rørbye, 1837

Ein Ehepakt ist ein entgeltlicher oder unentgeltlicher Vertrag, welcher in der Absicht auf die eheliche Verbindung über das Vermögen geschlossen wird (§ 1217 Abs. 1 ABGB).
Dabei gilt nicht jeder Vermögensrechtliche Vertrag zwischen Eheleuten als Ehepakt, sondern nur solche, die weitgehend den gesetzlichen Güterstand der Gütertrennung ersetzen und somit eine beschränkte oder umfassende Gütergemeinschaft zwischen den Eheleuten begründen.

## Inhalt

### Gesetzlich vorgesehene Inhalte
Ehepakte enthalten üblicherweise Regelungen über eine
- Gütergemeinschaft und/oder einen
- Erbvertrag (§ 1217 Abs. 1 ABGB).

Der Ehepakt kann, muss aber nicht mit einem Erbvertrag verbunden werden.

### Andere Inhalte von Ehepakte
Bis zur Änderung des öABGB zum 1. Januar 2009 normierte § 1217 ABGB:
„Ehe-Pacte heißen diejenigen Verträge, welche in Absicht auf die eheliche Verbindung über das Vermögen geschlossen werden, und haben vorzüglich das Heirathsgut; die Widerlage; Morgengabe; die Gütergemeinschaft; Verwaltung und Fruchtnießung des eigenen Vermögens; die Erbfolge, oder die auf den Todesfall bestimmte lebenslange Fruchtnießung des Vermögens, und den Witwengehalt zum Gegenstande.“
Die Bestimmungen über das Heiratsgut, die Widerlage und die Morgengabe wurden als „nicht mehr zeitgemäß“ aufgehoben.
- Heiratsgut (Original in § 1218 ABGB: Heirathsgut) war nach § 1218 f ABGB dasjenige Vermögen, welches von der Ehegattin, oder für sie von einem Dritten dem Manne zur Erleichterung des mit der ehelichen Gesellschaft verbundenen Aufwandes übergeben oder zugesichert wird.
- Die Widerlage war nach § 1230 ABGB das, „Was der Bräutigam oder ein Dritter der Braut zur Vermehrung der Heirathsgutes gab. Hiervon gebührt zwar der Ehegattinn während der Ehe kein Genuß; allein wenn sie den Mann überlebt, gebührt ihr ohne besondere Uebereinkunft auch das freye Eigenthum, obgleich dem Manne auf den Fall seines Ueberlebens das Heirathsgut nicht verschrieben worden ist. Weder der Bräutigam, noch seine Aeltern[4] sind verbunden, eine Widerlage zu bestimmen. Doch in eben der Art, in welcher die Aeltern der Braut schuldig sind, ihr ein Heirathsgut auszusetzen, liegt auch den Aeltern des Bräutigams ob, ihm eine ihrem Vermögen angemessene Ausstattung zu geben (§§. 1220 – 1223).“
- Die Morgengabe nach § 1232 ABGB war das Geschenk, welches der Mann seiner Gattinn am ersten Morgen zu geben verspricht.

Ob in einem Ehepakt, wie im deutschen Recht im Ehevertrag, auch andere ergänzende, nicht primär vermögensrechtliche Vereinbarungen getroffen werden können, z. B. ob oder wann Kinder gewünscht sind oder wie das Zusammenleben ausgestaltet werden soll, ist in Österreich und Liechtenstein noch nicht endgültig geklärt. Solche Regelungen dürften jedoch, wie auch in Deutschland, wohl als nicht einklagbar angesehen werden.

### Vermögensrechte an Unternehmen
Vermögensrechte an einem Unternehmen müssen, damit diese gegenüber späteren Gläubigern des Unternehmens bevorrechtigt wirksam werden, im Firmenbuch eingetragen werden (§ 36 UGB). Siehe auch § 56 IO (früher § 56 KO und 26 AO).

### Vertragsautonomie
Die Vertragsautonomie erlaubt auch weiterhin diese oben genannten und auch alle weiteren möglichen und zulässigen vermögensrechtlichen Inhalte, die den Güterstand der Eheleute betreffen, zum Gegenstand eines Ehepaktes zu machen.
Welche Grenzen der Vertragsfreiheit wegen Verstoß gegen die guten Sitten oder Treu und Glauben in Bezug auf Ehepakte vorhanden sind, wie dies insbesondere in der deutschen Rechtsprechung ab 2001 herausgearbeitet wurde (z. B. für einseitige Lastenverteilung, erhebliche einseitige Nachteile im Falle der Scheidung etc.), ist für Österreich und Liechtenstein noch nicht abschließend geklärt.

## Vertragsparteien
Vertragsparteien eines Ehepaktes sind Brautleute (Verlobte) und Ehegatten. Nach § 1217 Abs. 2 ABGB sind die Regelungen über die Ehepakte auf eingetragene Partner sinngemäß anzuwenden.
Die Vermögenszuwendung oder das zugewendete Vermögensrecht kann auch von Dritten (z. B. den Eltern der Brautleute) gestellt werden.

## Notariatsaktpflichtigkeit
Ehepakte können in Österreich gemäß § 1 Notariatsaktsgesetz Gültigkeit ausschließlich dadurch erlangen, dass darüber ein formgültiger Notariatsakt errichtet wird (Beurkundung). Dies soll unter anderem einer Übereilung oder einer Benachteiligung eines Partners bei Abschluss eines Ehepaktes vorwirken. In Liechtenstein gibt es keine Notariate.

## Auflösung
Ehepakte können zumindest durch
- Einvernehmliche Auflösung,
- den Tod eines Ehegatten,
- Konkurs (§§ 1260 – 1262 FL-ABGB; § 1262 öABGB),
- Ehescheidung (§ 68, § 42 Abs. 3 iVm §§ 73 ff FL-EheG, §§ 1263 FL-ABGB; §§ 81 ff öEheG, § 1266 öABGB),

aufgelöst werden. Bei Tod bzw. Konkurs eines Ehegatten wird entsprechend der vereinbarten Quoten aufgeteilt (z. B. hälftig).
Bei Ehescheidung muss zwischen einem Verschulden eines der Ehegatten an der Auflösung der Ehe differenziert werden (siehe auch die §§ 81 ff öEheG, §§ 1265 und 1266 öABGB; § 1265 Abs. 1 und 2 FL-ABGB, §§ 73 ff FL-EheG).
Bei Nichtigkeit der Ehe ist nach § 1265 öABGB und § 1265 Abs. 1 FL-ABGB alles in den vorherigen Stand zurückzuversetzen, wobei auch hier gemäß dem Verschulden eines der Ehegatten eine Entschädigung auferlegt werden kann.